# Christopher Dewdney
Christopher Dewdney (* 9. Mai 1951 in London, Ontario) ist ein kanadischer Schriftsteller und Dichter.

## Leben
Christopher Dewdney wurde in London, Ontario, geboren und lebt gegenwärtig in Toronto, wo er Professor für englische Literatur an der York University ist. Er ist seit langem Partner der Schriftstellerin Barbara Gowdy. Der Gewinner des Harbourfront Festival Prize 2007 hat vier Monographien mit nicht fiktionalen Themen und elf Lyrikwerke veröffentlicht. Viermal für den Governor General's Award nominiert, gewann Dewdney den ersten Preis bei der CBC Literary Competition for poetry. 2005 wurde sein Buch Acquainted With The Night: Excursions into the World After Dark sowohl für den  Governor General's Award und The Charles Taylor Prize for literary non-fiction nominiert und in sieben Sprachen übersetzt.
Christopher Dewdney ist der Sohn des kanadischen Künstlers und Autors Selwyn Dewdney, Bruder von Alexander Keewatin Dewdney und der Urgroßneffe von Edgar Dewdney (Vizegouverneur: British Columbia 1892–1897, Northwest Territories, 1881–1888). Darüber hinaus wurde er in dem Film Poetry in Motion vorgestellt.

## Auszeichnungen
- 1983 Finalist, Governor General's Award for Poetry (für Predators of the Adoration)
- 1986 Winner, CBC Literary Competition for Poetry (für A Natural History of Southwestern Ontario)
- 1986 Finalist, Governor General's Award for Poetry (für The Immaculate Perception)
- 1988 Finalist, Governor General's Award for Poetry (für The Radiant Inventory)
- 2004 Finalist, Governor General's Award for Non-Fiction (für Acquainted with the Night)
- 2005 Finalist, Charles Taylor Prize (für Acquainted with the Night)
- 2007 Harbourfront Festival Prize

## Werk
Gedichte
- A Palaeozoic Geology of London, Ontario (1974) Coach House Press
- Fovea Centralis (1975) Coach House Press
- Alter Sublime (1980) Coach House Press
- Predators of the Adoration (1983) McClelland and Stewart
- The Immaculate Perception (1985) House of Anansi Press
- Permugenisis (1987) Nightwood Editions
- The Radiant Inventory (1988) McClelland and Stewart
- Concordat Proviso Ascendant (A Natural History of Southwestern Ontario, book 3) (1991) The Figures, Mass
- Demon Pond (1994) McClelland and Stewart
- Signal Fires (including A Natural History of Southwestern Ontario, books 3 and 4) – McClelland and Stewart, 2000
- The Natural History (2002) ECW
- Children of the outer dark : the poetry of Christopher Dewdney (2007) Wilfrid Laurier Press

Nicht-fiktionale Werke
- The Secular Grail (1993) Somerville House
- Last Flesh: Life in the Transhuman Era (1998) HarperCollins Canada ISBN 0-00-638472-2.
- Acquainted With the Night (2004) HarperCollins Canada, Bloomsbury New York, Bloomsbury London, ISBN 1-58234-396-9 (hardcover) ISBN 0-00-639164-8 (paperback)
- Soul of The World: Unlocking the Secrets of Time (2008) HarperCollins ISBN 978-1-55468-002-3.

Essays
- "Parasite Maintenance", Open Letter series 4, no. 6–7 (Winter 1980–81)
- "bpNichol, 1944–1988", Brick: A Journal of Reviews, Vol 34 (Herbst 1988)
- "Enigmatic Emblematic: The Internal Logic of Judith Schwarz's Sculpture", Canadian Art, Vol 6, 4 (Winter 1989)
- "Life at the Centre", Canadian Telecom (November 1989)
- "Power Dreams", Descant, Vol. 23, 1–2, (Frühjahr/Sommer 1992)
- "Consciousness Projected", Descant, Vol 27, 1–2, (Frühjahr/Sommer 1996)
- "After Deep Blue", Saturday Night, Vol 113, 3 (April 1998)